# التهاب الدرقية المنسوب لريدل
التهاب الدرقية المنسوب لريدل أو الدُّرَاق الالْتِهاَبِيّ اللِّيفِيّ أو سِلْعَة رِيدِل (بالإنجليزية: Riedel's thyroiditis أو Riedel's struma)‏ هي التهاب انضدادي مزمن للغدة الدرقية. وهي تتمثل في تليف الغدة الدرقية، مما يجعلها صلبة عند اللمس.